# Paraascodipteron scotophilus
Paraascodipteron scotophilus är en tvåvingeart som beskrevs av Advani och Vazirani 1981. Paraascodipteron scotophilus ingår i släktet Paraascodipteron och familjen lusflugor. Inga underarter finns listade i Catalogue of Life.